# Holoterpna errata
Holoterpna errata är en fjärilsart som beskrevs av Louis Beethoven Prout 1922. Holoterpna errata ingår i släktet Holoterpna och familjen mätare. Inga underarter finns listade i Catalogue of Life.